# José Castillo Torre
José Castillo Torre (Mérida, Yucatán, 1891-Ciudad de México, 1978) fue un abogado, escritor y político mexicano. Fue miembro del Partido Socialista del Sureste y luego del Partido Revolucionario Institucional (PRI) y sus antecesores; fue en tres ocasiones diputado federal y en dos senador por su estado.

## Biografía
Fue licenciado en Derecho egresado del Instituto Literario de Yucatán, de donde se graduó en 1914. En 1916 fue integrante de la Comisión Revisora de Códigos Legales de Yucatán, en 1917 fue abogado consultor de la secretaría general de Gobierno del estado, y en 1918 abogado consultor del gobierno del estado.
En 1918 fue regidor del ayuntamiento de Mérida y el mismo año por primera ocasión diputado federal, representando al Distrito 3 de Yucatán a la XXVIII Legislatura de 1918 a 1920. Posteriormente fue representante del gobierno de Yucatán y abogado de Ferrocarriles Unidos de Yucatán en la Ciudad de México y luego integrante de la Junta de Gobierno de la Universidad Nacional del Sureste.
En 1922 fue elegido diputado por segunda ocasión diputado federal, ahora por el Distrito 1 de Yucatán a la XXX Legislatura de ese año al de 1924. Durante este tiempo, fue uno de los principales partidarios y colaboradores de Felipe Carrillo Puerto. En 1924 fue nuevamento abogado consultor del gobierno de Yucatán. En 1926 fue elegido por primera ocasión Senador en segunda fórmula por su estado para el periodo de 1926 a 1930 y que correspondieron a las Legislaturas XXXII y XXXIII; en 1926 ocupó el cargo de Presidente del Senado.
Fue presidente de la comisión Editoria de la Secretaría de Relaciones Exteriores y luego de 1934 a 1937 abogado de la misma secretaría, de 1938 a 1939 fue abogado consultor de la Procuraduría General de la República (PGR). En 1940 fue por segunda ocasión elegido Senador por Yucatán en segunda fórmula, para las Legislaturas XXXVIII y XXXIX que tuvieron término en 1946; en ella fue secretario de la mesa directiva, y presidente de las comisiones 1a. de Educación Pública; y 2a. de Relaciones Exteriores. Durante este periodo fue también asesor jurídico de la delegación de México en la Conferencia de las Naciones Unidas sobre Organización Internacional de San Francisco en 1945.
En 1949 fue elegido por tercera y última ocasión diputado federal, representando al Distrito 2 de Yucatán en la XLI Legislatura que tuvo término en 1952. Durante esta legislatura ocupó los cargos de integrante de las comisiones de Estudios Legislativos; de Gobernación; y, de Relaciones Exteriores; así como de la Gran Comisión.

## Publicaciones
José Castillo Torre publicó numerosos trabajos y artículos de temas legales, así como varios libros historícos, entre los que estan:
- A la luz del relámpago.
- El país que no se parece a otro.[5]
- En la tribuna de la Cámara y en la tribuna de la prensa.
- La nueva diplomacia de América.
- Palabras de paz y de guerra´´.
- Por la señal de Hunab Ku.